# Hibiscus calodendron
Hibiscus calodendron är en malvaväxtart som beskrevs av Oskar Eberhard Ulbrich. Hibiscus calodendron ingår i Hibiskussläktet som ingår i familjen malvaväxter. Inga underarter finns listade i Catalogue of Life.